# Мартинес, Хосе Карлос
Хосе Карлос Мартинес Навас (исп. José Carlos Martínez Navas; род. 10 октября 1997, Livingston, Исабаль) — гватемальский футболист, защитник клуба «нападающий» клуба «Мунисипаль» и сборной Гватемалы.

## Клубная карьера
Мартинес — воспитанник клуба «Мунисипаль». 15 января 2017 года в матче против «Сучитепекес» он дебютировал в гватемальской Лиге Насьональ. 1 февраля в поединке против «Депортиво Миктлан» Хосе забил свой первый гол за «Мунисипаль». В своём дебютном сезоне игрок помог команде выиграть чемпионат.

## Международная карьера
8 сентября 2018 года в товарищеском матче против сборной Аргентины Вега дебютировал за сборную Гватемалы. 5 сентября 2019 года в поединке Лиги наций КОНКАКАФ против сборной Ангильи Хосе забил свой первый гол за национальную команду. 

### Голы за сборную Гватемалы
| #   | Дата            | Место                                       | Противник | Счёт | Результат | Соревнование                             |
| --- | --------------- | ------------------------------------------- | --------- | ---- | --------- | ---------------------------------------- |
| 01. | 5 сентября 2019 | Доротео Гуамач Флорес, Гватемала, Гватемала | Ангилья   | 2:0  | 10:0      | Лиги наций КОНКАКАФ 2019/2020            |
| 02. | 3 июля 2021     | Драйв Пинк Стэдиум, Форт-Лодердейл, США     | Гайана    | 4:0  | 4:0       | Золотой кубок КОНКАКАФ 2021 квалификация |

## Достижения
Командные
 «Мунисипаль»
- Победитель Лиги Насьональ (2) — Клаусура 2017, Апертура 2019